# Eddara sonora
Eddara sonora är en insektsart som beskrevs av Melichar 1912. Eddara sonora ingår i släktet Eddara och familjen lyktstritar. Inga underarter finns listade i Catalogue of Life.